# Antonio Capulongo
Antonio Capulongo ou Antonio Capolongo (Naples, v. 1549 - v. 1599)  est un peintre italien de l'école napolitaine qui fut actif dans les années 1580.

## Biographie
Antonio Capulongo est né et a été actif à essentiellement à Naples à la fin de la Renaissance.
Il a été l'élève de Giovanni Bernardo Lama (1508-1579).

## Œuvres
- Immaculée Conception, avec les saints François d'Assise et Antoine de Padoue, retable, église de San Diego, Naples.
- Vierge à l'Enfant avec des anges et des saints, église San Niccolò, Naples.
- Jésus-Christ sur la Croix avec sainte Catherine, église santa Maria dei Trinettari, Naples[3].

## Sources
- (en) Cet article est partiellement ou en totalité issu de l’article de Wikipédia en anglais intitulé « Antonio Capulongo » (voir la liste des auteurs).